# Skradziony zeszyt
Skradziony zeszyt (fr. Le Cahier volé) - film francuski z roku 1993 w reżyserii Christine Lipinska.

## Opis
Akcja filmu rozgrywa się w niewielkim, miasteczku w górach wkrótce po II wojnie światowej. Virginie (Élodie Bouchez) jest córką właściciela miejscowej karczmy, lecz marzy by zostać pisarką. Jako osoba wybuchowa i gwałtowna od początku zostaje zauważona przez miejscowych. Pod jej wpływem pozostaje bogate rodzeństwo - Jacques (Benoît Magimel) i Anne (Edwige Navarro). Oboje zakochują się w Virginii. Kiedy Anne postanawia powiedzieć jej, iż ją kocha, obie dziewczyny prędko łączy wielka i uczuciowa więź. Natomiast nieświadomy tego Jaques czuje się niekochany. Powodowany zazdrością Jacques kradnie zatem dziennik sympatii, z którego uzyskuje informację o jej tajemniczym amancie o imieniu Paul. Młodzieniec poniża dziewczynę, ujawniając jej poufne tajemnice mieszkańcom miasteczka.

## Obsada
- Élodie Bouchez jako Virginie
- Edwige Navarro jako Anne
- Benoît Magimel jako Maurice
- Serge Avedikian jako André
- Marie Rivière jako Lucie
- Laurence Calame
- Anne-Marie Pisani jako Georgette
- Jan Rouiller jako Yves
- Margaux Bergeon jako Adèle
- Robert Bouvier jako Fabien
- Mado Maurin
- Claude Chevant jako Patrice Legendre
- Florent Muňoz jako doktor
- Brigitte Grassies jako pielęgniarka
- Marie-Noelle Ciaravino jako Claudine
- Aurélien Geneix jako Gilbert